# Matija Legović
Matija Legović (* 15. November 2005 in Rijeka, Primorje-Gorski kotar) ist ein kroatischer Biathlet. Er wurde 2024 Junioreneuropameister im Massenstart und gab im Jahr davor als jüngster Athlet sein Weltcupdebüt. In der Saison 2024/25 wurde er Sieger des IBU-Junior-Cup.

## Sportliche Laufbahn
Erste internationale Erfahrungen im Biathlonsport sammelte Matija Legović ohne vorherige Rennen im Jugendbereich im Alter von 15 Jahren Anfang 2021 bei den IBU-Cup-Rennen am Arber, klassierte sich dort aber in allen Rennen außerhalb der besten 100 Athleten. Seine ersten Jugendweltmeisterschaften verliefen vor allem aufgrund vieler Schießfehler wenig erfolgreich, im Skilanglauf-Balkancup hingegen resultierte im Februar ein achter Rang über 10 Kilometer. Nach einer Saison im Juniorcup startete der Kroate erneut bei der Jugend-WM und erzielte im Einzel trotz vierer Schießfehler den 19. Rang. Einen extremen Leistungsschub in beiden Teildisziplinen brachte der Sommer 2022, in dem Legović im Supersprint der Junioren-WM im Sommerbiathlon seinen ersten Top-10-Platz erlief. Zu Beginn des Winters 2022/23 gelang es ihm im IBU-Cup-Sprint von Idre als 36. sofort, Ranglistenpunkte zu erzielen, dieses Ergebnis konnte er im Verlauf des Winters mit einem 21. und einem 17. Rang deutlich verbessern. In Martell gelang ihm weiterhin sein erster Podestplatz im Juniorcup, woraufhin der Kroate nach dem Jahreswechsel erstmals im Weltcup starten durfte. Als erster Weltcupathlet des Jahrganges 2005 schloss er das Sprintrennen auf der Pokljuka nach zwei Schießfehlern auf Platz 73 von 92 Startern ab. Bei den Weltmeisterschaften 2023, für die er ebenfalls nominiert wurde, überraschte Legović mit Rang 48 im Sprint und qualifizierte sich damit für sein erstes Verfolgungsrennen auf Weltcupebene, welches er aufgrund der startenden Jugendweltmeisterschaften aber nicht antrat. Bei der JWM sicherte sich der 17-Jährige mit Bronze im Einzel und Silber im Sprint seine ersten Medaillen, im Verfolger fiel er nach fünf Fehlern im Stehendanschlag auf Platz 5 zurück. Bei der Sommerbiathlon-Juniorenweltmeisterschaft gewann er im Supersprint die Bronzemedaille, das Verfolgungsrennen entschied er mit einem großen Vorsprung für sich und gewann somit seinen ersten Titel bei einem IBU-Wettkampf.
In der Saison 2023/24 bestritt Legović in allen Wettkampfserien Rennen. Im IBU-Cup gelang ihm sein bestes Ergebnis mit Rang 22 im Einzel von Kontiolahti, im Juniorcup feierte er in Ridnaun trotz zweier Schießfehler im Sprint seinen ersten Sieg. Während auf Erwachsenenebene keine besonderen Ergebnisse zustande kamen, gewann der Kroate bei den Junioreneuropameisterschaften in Jakuszyce im Massenstart seine erste Goldmedaille im Winter; zudem ergatterte er bei der Junioren-WM (hinter Kasper Kalkenberg) erneut Silber im Sprint. Auch 2024/25 lief er auf allen Wettkampfebenen, erreichte dabei im IBU-Cup dreimal die Punkteränge und konnte im Dezember einen Sprint im Junior-Cup für sich entscheiden. Konstante Ergebnisse im Juniorcup sowie bei den Juniorenweltmeisterschaften, in deren Rahmen Legović in allen drei Rennen eine Medaille knapp verpasste, führten am Saisonende zum Gewinn der IBU-Junior-Cup-Gesamtwertung. Aufzeigen konnte er auch bei den Sprintrennen im Rahmen des Weltcups in Hochfilzen sowie bei den Weltmeisterschaften 2025, wo der Kroate trotz jeweils zweier Schießfehler die Ränge 43 und 45 erreichte und damit knapp Weltcuppunkte verfehlte.

## Persönliches
Legović stammt aus Brod Moravice an der slowenischen Grenze. Seine Mutter Ivana ist Vorsitzende des örtlichen Skiclubs, dem er bereits mit vier Jahren beitrat. Legović hat eine jüngere Schwester.

## Statistiken

### Weltcupplatzierungen
Die Tabelle zeigt alle Platzierungen (je nach Austragungsjahr einschließlich Olympische Spiele und Weltmeisterschaften).
- 1.–3. Platz: Anzahl der Podiumsplatzierungen
- Top 10: Anzahl der Platzierungen unter den ersten zehn (einschließlich Podium)
- Punkteränge: Anzahl der Platzierungen innerhalb der Punkteränge (einschließlich Podium und Top 10)
- Starts: Anzahl gelaufener Rennen in der jeweiligen Disziplin
- Staffel: inklusive Mixed- und Single-Mixed-Staffeln

| Platzierung               | Einzel | Sprint | Verfolgung | Massenstart | Staffel | Gesamt |
| ------------------------- | ------ | ------ | ---------- | ----------- | ------- | ------ |
| 1. Platz                  |        |        |            |             |         |        |
| 2. Platz                  |        |        |            |             |         |        |
| 3. Platz                  |        |        |            |             |         |        |
| Top 10                    |        |        |            |             |         |        |
| Punkteränge               |        |        |            |             |         |        |
| Starts                    |        | 4      |            |             |         | 4      |
| Stand: Saisonende 2024/25 |        |        |            |             |         |        |

### Biathlon-Weltmeisterschaften
Ergebnisse bei den Weltmeisterschaften:
| Weltmeisterschaften | Weltmeisterschaften | Einzelwettbewerbe | Einzelwettbewerbe | Einzelwettbewerbe | Einzelwettbewerbe | Staffelwettbewerbe | Staffelwettbewerbe | Staffelwettbewerbe |
| Jahr                | Ort                 | Einzel            | Sprint            | Verfolgung        | Massenstart       | Herrenstaffel      | Mixedstaffel       | S.-M.-Staffel      |
| ------------------- | ------------------- | ----------------- | ----------------- | ----------------- | ----------------- | ------------------ | ------------------ | ------------------ |
| 2023                | Oberhof             | –                 | 48.               | DNS               | –                 | –                  | –                  | –                  |
| 2025                | Lenzerheide         | –                 | 45.               | LAP               | –                 | –                  | –                  | –                  |

### Jugend-/Juniorenweltmeisterschaften
Legović nahm bis 2024 an den Jugend-, ab 2025 an den Juniorenwettkämpfen teil.
| Weltmeisterschaften | Weltmeisterschaften | Einzelwettbewerbe | Einzelwettbewerbe | Einzelwettbewerbe | Einzelwettbewerbe | Staffelwettbewerbe | Staffelwettbewerbe |
| Jahr                | Ort                 | Einzel            | Sprint            | Verfolgung        | Massenstart 60    | Herrenstaffel      | Mixedstaffel       |
| ------------------- | ------------------- | ----------------- | ----------------- | ----------------- | ----------------- | ------------------ | ------------------ |
| 2021                | Obertilliach        | 84.               | 55.               | 46.               | nicht ausgetragen | 19.                | nicht ausgetragen  |
| 2022                | Soldier Hollow      | 19.               | 47.               | 49.               | nicht ausgetragen | –                  | nicht ausgetragen  |
| 2023                | Schtschutschinsk    | 3.                | 2.                | 5.                | nicht ausgetragen | –                  | –                  |
| 2024                | Otepää              | 5.                | 2.                | nicht ausgetragen | 15.               | –                  | –                  |
| 2025                | Östersund           | 6.                | 5.                | nicht ausgetragen | 7.                | –                  | –                  |

### Junior-Cup-Siege
Die Tabelle listet alle Siege im IBU-Junior-Cup:
| Nr. | Datum         | Ort     | Disziplin |
| --- | ------------- | ------- | --------- |
| 1.  | 13. Dez. 2023 | Ridnaun | Sprint    |
| 2.  | 20. Dez. 2024 | Goms    | Sprint    |